# 佐里亞 (沃倫州)
50°56′0″N 24°12′27″E / 50.93333°N 24.20750°E
佐里亞（羅馬化：Zoria）是烏克蘭西北部的村莊，隸屬沃倫州的沃洛德米爾區。該村始建於1786年，面積9.32平方公里，海拔高度196米，2001年人口338，人口密度每平方公里36.27人。